# Stuart Agnew
Stuart Agnew (Norwich, 30 agosto 1949) è un politico britannico del Partito per l'Indipendenza del Regno Unito e europarlamentare dal 2009 al 2019.

## Biografia
Di professione contadino, gestisce una fattoria su larga scala (400 ettari di seminativo), allevando anche galline e pecore. È un rappresentante a lungo termine della contea di Norfolk nel Consiglio nazionale degli agricoltori. Milita nel Partito per l'Indipendenza del Regno Unito (UKIP), non ha avuto successo nelle varie elezioni.
Alle elezioni europee del 2009, ha ottenuto il mandato di membro del Parlamento europeo per l'UKIP. Si è unito al gruppo di recente costituzione di Europa della Libertà e della Democrazia, nonché alla commissione per l'agricoltura e lo sviluppo rurale. Nel 2014 si è ricandidato alle elezioni del 2014 e ha continuato a sedere nel parlamento fino al luglio 2019.